# Інститут гідромеханіки НАН України
Інститут гідромеханіки НАН України бере початок у 1926 році, коли на базі кафедри гідрогеології Київського політехнічного інституту було організовано Науково-дослідний інститут водного господарства України в системі Управління водного господарства при Раді Народних Комісарів УРСР. У 1936 році Інститут передано до Академії наук УРСР. У 1938 році його реорганізовано в Інститут гідрології АН УРСР, у 1944 році — в Інститут гідрології та гідротехніки АН УРСР, а в 1964 році — в Інститут гідромеханіки АН УРСР.

## Керівництво
Інститут був заснований за ініціативою видатного гідролога академіка АН УРСР Є. В. Оппокова, який керував інститутом з 1926 по 1937 рік.
А. В. Огієвський (1939)
Г. Й. Сухомел (1940–1941, 1944–1958)
М. М. Дідковський (1958–1965)
Протягом 1966–1971 років інститутом керував академік АН УРСР Логвинович Георгій Володимирович
член-кореспондент АН УРСР О. Я. Олійник (1972–1980)
член-кореспондент АН УРСР О. Д. Федоровський (1981–1987)
З 1987 року установу очолює академік НАН України Грінченко Віктор Тимофійович.